# Boomhazelwormen
Boomhazelwormen (Abronia) zijn een geslacht van hagedissen die behoren tot de familie hazelwormen (Anguidae).

## Naam en indeling
De wetenschappelijke naam van de groep werd voor het eerst voorgesteld door John Edward Gray in 1838. Er zijn 29 soorten, inclusief de pas in 2016 wetenschappelijk beschreven soort Abronia cuetzpali.

## Uiterlijke kenmerken
Boomhazelwormen hebben ondanks de naam hazel'wormen' vier goed ontwikkelde poten die wel relatief kort zijn. Op de kop en het lichaam zijn vergrote en bolle schubben aanwezig die de dieren een krokodilachtig uiterlijk geven. In andere talen worden ze hierdoor wel aangeduid met alligatorhagedis (Engels: alligator lizard).

## Verspreiding en habitat
Alle soorten komen voor in delen van Midden- en Zuid-Amerika en leven in de landen El Salvador, Guatemala, Honduras en Mexico. Zeventien soorten komen endemisch voor in Mexico.
Veel soorten leven in uitgesproken berggebieden. Ze hebben zich na de opwarming van het klimaat na de laatste ijstijd vanuit lager gelegen streken verspreid naar verschillende hoger gelegen, bergachtige biotopen. Hierdoor hebben veel soorten een geïsoleerd verspreidingsgebied. De vrouwtjes zetten geen eieren af maar brengen hun jongen levend ter wereld.

## Beschermingsstatus
Door de internationale natuurbeschermingsorganisatie IUCN is aan 28 soorten een beschermingsstatus toegewezen. Twee soorten worden gezien als 'veilig' (Least Concern of LC), vijf als 'kwetsbaar' (Vulnerable of VU) en zeven soorten worden als 'onzeker' (Data Deficient of DD) beschouwd. Twaalf soorten hebben de status 'bedreigd' (Endangered of EN) en twee soorten worden als 'ernstig bedreigd' (Critically Endangered of CR) beschouwd.

## Soorten
Het geslacht omvat de volgende soorten, met de auteur en het verspreidingsgebied.
| Naam                    | Auteur                                                                  | Verspreidingsgebied              |
| ----------------------- | ----------------------------------------------------------------------- | -------------------------------- |
| Abronia anzuetoi        | Campbell & Frost, 1993                                                  | Guatemala                        |
| Abronia aurita          | Cope, 1869                                                              | Guatemala, mogelijk in Mexico    |
| Abronia bogerti         | Tihen, 1954                                                             | Mexico                           |
| Abronia campbelli       | Brodie & Savage, 1993                                                   | Guatemala                        |
| Abronia chiszari        | Smith & Smith, 1981                                                     | Mexico                           |
| Abronia cuetzpali       | Campbell, Solano-Zavaleta, Flores-Villela, Caviedes-Solis & Frost, 2016 | Mexico                           |
| Abronia deppii          | Wiegmann, 1828                                                          | Mexico                           |
| Abronia fimbriata       | Cope, 1884                                                              | Guatemala                        |
| Abronia frosti          | Campbell, Sasa, Acevedo & Mendelson, 1998                               | Guatemala                        |
| Abronia fuscolabialis   | Tihen, 1944                                                             | Mexico                           |
| Abronia gaiophantasma   | Campbell & Frost, 1993                                                  | Guatemala                        |
| Abronia graminea        | Cope, 1864                                                              | Mexico                           |
| Abronia leurolepis      | Campbell & Frost, 1993                                                  | Mexico                           |
| Abronia lythrochila     | Smith & Álvarez del Toro, 1963                                          | Guatemala, Mexico                |
| Abronia martindelcampoi | Flores Villela & Sánchez Herrera, 2003                                  | Mexico                           |
| Abronia matudai         | Hartweg & Tihen, 1946                                                   | Guatemala, Mexico                |
| Abronia meledona        | Campbell & Brodie, 1999                                                 | Guatemala                        |
| Abronia mitchelli       | Campbell, 1982                                                          | Mexico                           |
| Abronia mixteca         | Bogert & Porter, 1967                                                   | Mexico                           |
| Abronia montecristoi    | Hidalgo, 1983                                                           | El Salvador, Guatemala, Honduras |
| Abronia oaxacae         | Günther, 1885                                                           | Mexico                           |
| Abronia ochoterenai     | Martín del Campo, 1939                                                  | Mexico                           |
| Abronia ornelasi        | Campbell, 1984                                                          | Mexico                           |
| Abronia ramirezi        | Campbell, 1994                                                          | Mexico                           |
| Abronia reidi           | Werler & Shannon, 1961                                                  | Mexico                           |
| Abronia salvadorensis   | Hidalgo, 1983                                                           | El Salvador, Honduras            |
| Abronia smithi          | Campbell & Frost, 1993                                                  | Mexico                           |
| Abronia taeniata        | Wiegmann, 1828                                                          | Mexico                           |
| Abronia vasconcelosii   | Bocourt, 1871                                                           | Guatemala                        |